# Полифитоско езеро
Полифитоското езеро (на гръцки: Λίμνη Πολυφύτου) е голям язовир в Южна Македония, Гърция.

## Местоположение
Езерото е разположено на река Бистрица (Алиакмонас), след големия ѝ завой. Ориентиран е по посока североизток - югозапад. Близо до десния му бряг са градовете Сервия и Велвендо. Носи името на селото Полифито (Витивяни). Пресича се от големия Сервийски мост и от по-малкия Римнийски мост.

## Описание
Стената на Полифитоското езеро е издигната в 1973 година. Язовирът има площ от 74 km2. Собственост е на гръцката Обществена електрическа компания.
В езерото има 17 вида сладководна риба, като риболовът е разрешен. Районът е важен хабитат на хищни птици, тъй като им осигурява храна и места за подслон и гнездене. Също така се използва от мигриращи птичи видове, като зимно обиталище. В района живеят и няколко вида влечуги и десет вида бозайници.